# Mizothenar serratum
Mizothenar serratum is een pissebed uit de familie Stenetriidae. De wetenschappelijke naam van de soort is voor het eerst geldig gepubliceerd in 2002 door Kensley & Schotte.